# One Day (Caro Emerald)
One Day è il quarto singolo estratto da The Shocking Miss Emerald, di Caro Emerald.

## Tracce
1. One Day (Radio Edit)
2. One Day (Album Version)
3. One Day (Instrumental Version)
4. One Day (Swing Republic Remix)

## Classifiche
| Classifica (2013) | Posizione più alta |
| ----------------- | ------------------ |
| Belgio (Fiandre)  | 75                 |